# Evert Mul
Evert Mul (18 de gener de 1909 - 16 de febrer de 1974) va ser un futbolista neerlandès. Va jugar un partit amb la selecció neerlandesa de futbol el 1936.